# Aroostook State Park
Der Aroostook State Park ist ein State Park im Aroostook County im US-Bundesstaat Maine. Der 320 Hektar große Park gilt als ältester State Park Maines.

## Geschichte
1938 stifteten Bürger von Presque Isle dem Staat Maine 40 Hektar Land. Im Jahr 1939 wurde das Gebiet als erster State Park Maines eröffnet. Durch Zukäufe und weitere Schenkungen ist das Parkgebiet auf die heutige Größe gewachsen. Der Name des Bergs Quaggy Jo Mountain im Park ist eine Verballhornung des indianischen Namens Qua Qua Jo, was mit Zwillingsgipfel übersetzt wird.

## Geografie
Der Park liegt im Norden Maines südlich von Presque Isle im Aroostook County. Das hügelige Parkgebiet erhebt sich unmittelbar aus dem umgebenden Ackerland. Im Park liegen der Quaggy Jo Mountain und der Echo Lake. Der Quaggy Jo Mountain hat eine geologisch interessante Entstehungsgeschichte, da er ein aufgefalteter, durch Vergletscherung erodierter Berg aus Kalkstein ist und in dessen Nähe Vulkangestein unbekannten Ursprungs zu finden ist.

## Flora und Fauna
Der Park ist mit einem Mischwald aus Fichten, Tannen, Buchen und Ahornbäumen bewachsen. In den teils sumpfigen Niederungen wachsen auch Zedern, Pappeln und Birken. Im Park leben zahlreiche Vogelarten, darunter Kragenhühner, Falken, Eulen und Spechte, sowie Schwarzbären, Elche, Weißwedelhirsche, Eichhörnchen und Streifenhörnchen. Der Echo Lake ist mit Bachsaiblingen bestückt.

## Touristische Einrichtungen
Der Besuch des Parks ist gebührenpflichtig. Am Ufer des Echo Lake befindet sich ein Picknickbereich, der See dient für zahlreiche Freizeitaktivitäten wie Baden, Angeln und Kanufahren. Kanus können im Park gemietet werden. Der Park verfügt über einen Campingplatz mit dreißig Stellplätzen. Durch den Park führen über 32 Kilometer Wanderwege, von denen 22 Kilometer im Winter als gespurte Loipen dienen.